# Jagdtiger
O Jagdtiger (em alemão: Tigre caçador), foi um caça-tanques utilizado pela Alemanha Nazista nos anos finais da Segunda Guerra Mundial. Com apenas 88 unidades produzidas durante o fim da guerra, foi um dos carros de combate mais pesados desenvolvidos na história. Foi feito a base do Tiger II, recebendo um chassi de 150mm com um ângulo de 50 graus, possuía um canhão antitanque PaK44 de 128mm e uma blindagem frontal de 250mm, e suas laterais tanto da torre e do chassi possuíam 80mm. Era definitivamente o blindado mais pesado que entrou em produção cerca de 71,7 toneladas.

## Concepção
Antes de ser produzido como um caça-tanques, o Jagdtiger foi projetado como veículo de suporte a infantaria, assim como as primeiras versões do Panzer IV. Mas com a sua capacidade de carregar um canhão de alto calibre, como 88 mm e 105 mm, logo foi transformado num caça-tanques, usando um canhão de 128 mm.

## Uso em batalha

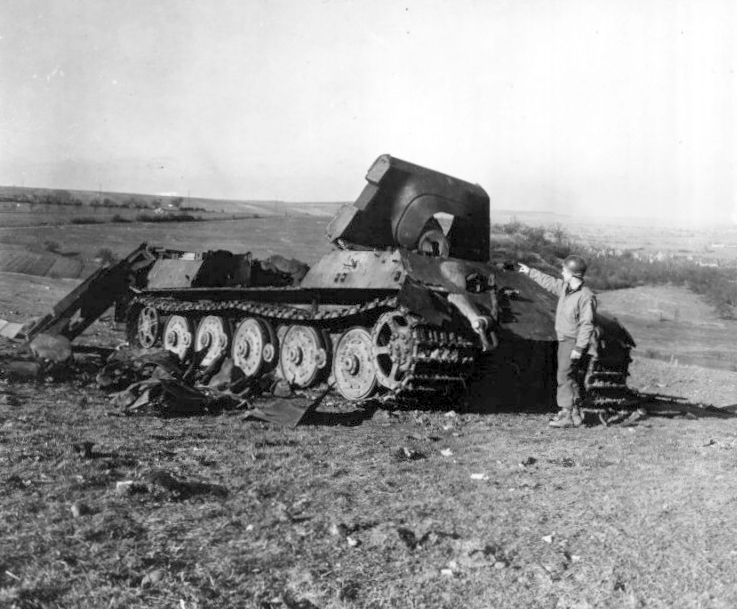
Um Jagdtiger do Schwere Panzerjäger-Abteilung 653 destruído próximo de Lorena, França c. 28 de fevereiro de 1945.

O Jagdtiger era extremamente temido pelos aliados quando encontrado em campo de batalha. Pelo seu peso excessivo de 70 toneladas, seus problemas mecânicos e sua velocidade muito baixa, de aproximadamente 34 km/h, sofreu com muitas danificações, principalmente nas suas suspensão e lagarta, então, a maior parte dos Jagdtiger eram destruídos pela sua própria tripulação, porque para os alemães, era melhor destrui-lo do que deixá-lo ser capturado pelos soviéticos ou americanos, já que seu reparo era impossível.
Sua blindagem o permitia resistir a maioria do arsenal antitanque dos aliados, e seu canhão destruía qualquer rival com um disparo a uma distância segura de 1.500 metros, sendo o M-26 Pershing Americano, ou o IS-2 Soviético. Não se tornou o veículo blindado mais temido pelo fato de ser pouco produzido e, consequentemente, pouco encontrado em batalha, transferindo esse papel ao seu antecessor, o Tiger II, que também era extremamente forte e temido pela sua blindagem e calibre.
Cerca de 88 unidades do veículo foram produzidas, embora fosse uma arma formidável contra os frágeis tanques aliados, possuía uma mecânica complexa e por isso precisava de reparos constantes. Muitos ficaram danificados durante a guerra, mas os que continuaram em serviço foram um grande obstáculo para os aliados.